# Nishada phaeocephala
Nishada phaeocephala är en fjärilsart som beskrevs av Edward Meyrick 1889. Nishada phaeocephala ingår i släktet Nishada och familjen björnspinnare. Inga underarter finns listade i Catalogue of Life.